# رخ‌کرانه پایینی

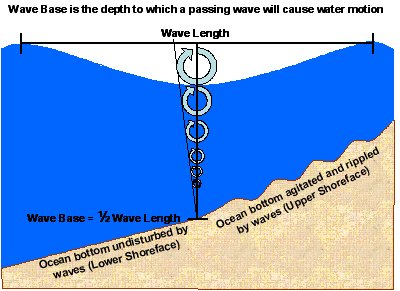
نمودار پایه موج

رخ‌کرانه پایینی (به انگلیسی: Lower Shoreface) به بخشی از بستر دریا و محیط رسوبی نهشته‌ای اشاره دارد که در زیر پایه موج روزمره قرار دارد.
همچنین برای سازندهای سنگی ساختار رسوبی ماسه‌سنگ که توسط این فرایند در دوره‌های زمین‌شناسی پیشین، مانند دوره کرتاسه تولید شده‌اند، استفاده می‌شود.
پایه موج ژرفای بیشینه است که عبور موج آب سبب جابجایی قابل توجه آب می‌شود.
در این بخش از محیط دریایی ساحلی، تنها امواج بزرگ‌تر تولیدشده در زمان توفان، توانایی به هم زدن بستر دریا را دارند.